# Angina microvascular
La angina microvascular, síndrome X cardíaco, o síndrome X cardiovascular es, en su concepto más amplio, una angina de pecho con una coronariografía normal. No hay un consenso respecto de esta definición amplia, ya que algunos autores descartan de esta nosología aquellos casos que presentan signos de isquemia (electrocardiográficos o por SPECT) o a aquellos que tienen diabetes o hipertensión arterial.

## Historia
La angina microvascular, se denominó primeramente «síndrome X» por Harvey Kemp en 1973.

## Epidemiología
Entre un 10 a un 20% de los pacientes con angina de pecho presentan una coronariografía normal. La mayoría son mujeres.

## Etiología
La etiología es heterogénea y se ha propuesto:
- disfunción endotelial
- disfunción microvascular o espasmo
- percepción anormal del dolor

## Patogenia
Los pacientes con angina microvascular tienen una vasoreactividad dependiente del endotelio anormal y una reserva coronaria insuficiente. 

La respuesta anormal es provocada por citocinas proinflamatorias secretadas por el endotelio. 

También el desbalance del equilibrio autonómico disminuye el umbral del dolor provocando una hipersensibilidad a los cambios de ritmo o contractilidad cardíaca.

## Anatomía patológica
Las arterias coronarias presentan un engrosamiento de la túnica íntima y placas de ateroma. En general, tienen una calcificación mayor que poblaciones sin la enfermedad, pero menor que los pacientes con enfermedad coronaria de presentación común.

## Cuadro clínico
Angina de pecho.

## Diagnóstico
Coronariografía normal.

## Diagnóstico diferencial
Otros síndromes anginosos.

## Tratamiento
El control de los factores patogénicos puede revertir al menos la disfunción endotelial.

Son de gran importancia los cambios de estilo de vida, dirigidos a modificar los factores de riesgo cardiovascular. 

Las estatinas han mostrado una reducción de los niveles de proteína C reactiva y una mejoría de los signos de isquemia miocárdica en el síndrome X cardiaco. 

Tanto las estatinas y como los inhibidores de la ECA (IECA) han sido capaces de mejorar las alteraciones isquémicas de la repolarización.

## Pronóstico
Los pacientes con angina microvascular tienen un pronóstico variable respecto de los que padecen otras formas de enfermedad coronaria, y en el año 2015 el pronóstico se consideraba en términos globales como peor.